# Силуянов, Владимир Иванович
Владимир Иванович Силуянов — советский хозяйственный и политический деятель.

## Биография
Родился в 1921 году в деревне Валдокурье. Член КПСС.
Окончил Архангельскую областную партшколу, ВПШ при ЦК КПСС.
Участник Великой Отечественной войны: командир отряда разведчиков 248-й батареи 110-го зенитного артиллерийского полка ПВО Северного флота.
В 1946—1947 гг. — второй секретарь Мезенского райкома комсомола.
В 1949—1955 гг. — заведующий отделом, секретарь Пинежского райкома, первый секретарь Беломорского райкома КПСС.
В 1958—1962 гг. — первый секретарь Онежского райкома КПСС.
В 1962—1965 гг. — парторг Вельского колхозно-совхозного управления, затем секретарь Вельского сельского партийного комитета.
В 1965—1985 гг. — первый секретарь Вельского райкома КПСС.
Делегат XXIV съезда КПСС.
Умер в 1997 году в Вельске.
Почётный гражданин Вельска (1997).

## Награды
- Орден Ленина (1971)
- Орден Отечественной войны II степени (06.04.1985)
- Орден Трудового Красного Знамени (1966, 1976)